# Lynne McCarthy
Lynne McCarthy (29 de noviembre de 1982) es una actriz, modelo, periodista y presentadora sudafricana, reconocida por sus papeles en las populares series Isidingo y Egoli: Place of Gold.

## Biografía

### Primeros años y estudios
McCarthy nació el 29 de noviembre de 1983 en Sudáfrica. Es doctora en Filosofía y Psicología del comportamiento humano por la UCLA. Estudió además Relaciones Públicas, Marketing y Dirección de Empresas.
Tras su graduación, estudió interpretación con Libbe Ferreira y Blaise Koch en los estudios Sesani de Johannesburgo. A continuación, estudió canto y actuación con Johan van der Merwe en los estudios Sonneblom de Katinka Heyns. Más adelante estudió con W. Morgan Sheppard en el Vincent Chase Workshop de Hollywood.

### Carrera
Su primera actuación en televisión se produjo en la popular telenovela de la cadena M-Net de 1991 Egoli: Place of Gold. En la serie interpretó el papel de Zita. En 2008 actuó como Elize en otra popular serie, Isidingo. Paralelo a su labor como actriz, se ha desempeñado como presentadora de radio y televisión, figurando en producciones como Children of Fire, Traveling Africa y Radio Rippel, su propio programa radial.
Como periodista trabajó inicialmente con el periódico The Citizen. Después se convirtió en columnista de la revista FHM, usando el seudónimo de "MissHouston". También es modelo y está representada por Stark Raving Management tras su aparición a tiempo parcial en la serie de televisión Big Brother.